# Guy Patin
Guy Patin (Hodenc-en-Bray, 31 agosto 1601 – Parigi, 30 marzo 1672) è stato un medico e scrittore francese.
È stato decano della Facoltà di Medicina di Parigi dal 1650 al 1652 e professore del Collège de France a partire dal 1655. 
I suoi lavori nel campo scientifico e medico non sono considerati particolarmente illuminati dai ricercatori medici moderni (è stato talvolta paragonato a un dottore nei lavori di Molière). È molto noto oggigiorno per la sua fitta corrispondenza: il suo stile era leggero e faceto (paragonabile a quello dei filosofi libertini del XVII secolo) e le sue lettere rappresentano un'importante testimonianza per la storia della medicina. Patin e suo figlio Charles commerciavano segretamente libri clandestini; Patin scrisse occasionalmente poesie (come la quartina in onore di Henric Piccardt).
Il 22 marzo 1648 Patin scrisse una famosa lettera commentando la nuova follia del bere tè a Parigi, definendola "l'impertinente novità del secolo", e menzionando il nuovo libro di Philibert Morisset intitolato Ergo Thea Chinesium, Menti Confert (parafrasabile in Il Tè Cinese Sviluppa la Mente?) dove descrive il tè come una panacea:
"Uno dei nostri dottori, chiamato Morisset, che è più uno sbruffone che capace... ha fatto sì che una tesi sul tè venisse pubblicata qui. Tutti l'hanno disapprovato: c'è stato qualcuno tra i nostri dottori che l'ha bruciata, e delle proteste sono state mosse al decano per aver approvato la tesi.